# دیوید برنزاید (بازیکن فوتبال)
دیوید برنزاید (انگلیسی: David Burnside; ۱۰ دسامبر ۱۹۳۹ – ۱۷ اکتبر ۲۰۰۹) بازیکن فوتبال اهل بریتانیا بود.
از باشگاه‌هایی که در آن بازی کرده‌است می‌توان به باشگاه فوتبال وست برومویچ آلبیون، باشگاه فوتبال کریستال پالاس، باشگاه فوتبال بث سیتی، باشگاه فوتبال کولچستر یونایتد، باشگاه فوتبال ساوت‌همپتون، باشگاه فوتبال ولورهمپتون واندررز، باشگاه فوتبال پلیموث آرگیل، و باشگاه فوتبال بریستول سیتی اشاره کرد.
وی همچنین در تیم ملی فوتبال انگلستان بازی کرده‌است.